# Pärnu
 Denne artikel omhandler byen Pärnu. Opslagsordet har også en anden betydning, se Pärnu (flod).
Pärnu (tysk: Pernau) er en by i det sydvestlige Estland. Byen er beliggende ved floden Pärnus udløb i Rigabugten og Østersøen. Den har 41.520 (2024) indbyggere og er dermed Estlands fjerdestørste by. Den er hovedby i Pärnu bykommune og Pärnu amt.
Pärnu var i middelalderen hansestad og har været en vigtig havneby på grund af den isfrie havn. Den er nu mest kendt som bade- og kurby, bl.a. takket være havbundens sorte slam, der anvendes til mudderbade.
Byen har i sommerhalvåret en stor tilstrømning af inden- og udenlandske turister på grund af den lavvandede Pärnu-bugts høje vandtemperatur, der giver byen et rigt badeliv og tilnavnet "Estlands sommerhovedstad". Pärnu rummer mange hoteller og restauranter, og den centrale bydel er, særlig om sommeren, præget af spillesteder, gallerier og afholdelse af forskellige festivaler.

## Historie
Perona (tysk: Alt-Pernau, estisk: Vana-Pärnu) blev grundlagt af biskoppen af Øsel-Wiek omkring 1251. Den led kraftigt under presset fra den konkurrerende by, Embeke (senere tysk: Neu-Pernau, estisk: Uus-Pärnu), der blev grundlagt da Den Liviske Orden begyndte opførelsen af en nærliggende ordensborg i 1265. Denne by, der under navnet Pernau var medlem af Hanseforbundet, var en vigtig isfri havneby for Livland. Den polsk-litauiske realunion tog kontrol over byen fra 1560 til 1617; Sverige tog kontrol over byen under Den livlandske krig i 1500-tallet, hvorefter den var en del af Svensk Livland. Sverige mistede byen til Rusland under Den Store Nordiske Krig i 1710. Efter Første Verdenskrig og den estiske uafhængighedskrig blev byen en del af Republikken Estland. Den indgik som del af den Estiske Socialistiske Sovjetrepublik i Sovjetunionen fra 1944 til 1991, hvor Estland genvandt sin uafhængighed.

## Geografi
Pärnu ligger ved kysten af Den nordøstlige ende af Pärnubugten, en vig i Rigabugten, der selv er en del af Østersøen. Byen er beliggende ved floden Pärnus udløb i Rigabugten, der danner en naturlig havn. Floden løber igennem byen fra øst mod vest, indtil den drejer mod syd og munder ud i Pärnubugten. På den flade landtange, som dannes mellem floden og bugten, ligger byens centrum. Hele byområdet har et areal på 33 km2
.

## Demografi
Pärnu har i dag et indbyggertal på ca. 41.520 (2024) indbyggere.